# JIMO-AI Dash!
《JIMO-AI Dash!》为Aqours的单曲、《Aqours 5th Anniversary 地元愛！Take Me Higher Project》的主题曲，原定于2020年6月30日发售，后因2019冠状病毒病疫情推迟于2020年8月26日由Lantis随“Aqours CLUB CD SET 2020”一同贩售。
歌曲标题中的"JIMO-AI"是日语“地元愛”的罗马音（中文意思是“故乡爱”）。

## 概要
本作是Aqours CLUB CD SET系列第四弹的附属单曲，购买本CD SET可以获得Aqours CLUB第四年(2020年10月1日 18:00至2021年6月29日)的会员注册码。
本作附赠的MV于2020年9月19日进行的直播《ラブライブ！サンシャイン!! Aqours浦の星女学院生放送!!!～Future flight～》中首次公开，此MV由石川ゆみ编舞、由Aqours的声优表演。

## 收录曲目
和以往的Aqours CLUB CD SET一样，《JIMO-AI Dash!》收录了主题曲的Aqours演唱版本、伴奏版本、独唱版本（部分Aqours CLUB CD SET收录了小组版本）三种类型的曲目。
| 编号 | 曲名                                  | 类型 | 演唱                      |
| ---- | ------------------------------------- | ---- | ------------------------- |
| 1    | JIMO-AI Dash!                         | 合唱 | Aqours                    |
| 2    | JIMO-AI Dash!（Off Vocal）            | 伴奏 |                           |
| 3    | JIMO-AI Dash!（高海千歌 Solo Ver.）   | 独唱 | 高海千歌(CV.伊波杏樹)     |
| 4    | JIMO-AI Dash!（桜内梨子 Solo Ver.）   | 独唱 | 桜内梨子(CV.逢田梨香子)   |
| 5    | JIMO-AI Dash!（松浦果南 Solo Ver.）   | 独唱 | 松浦果南(CV.諏訪ななか)   |
| 6    | JIMO-AI Dash!（黒澤ダイヤ Solo Ver.） | 独唱 | 黒澤ダイヤ(CV.小宮有紗)   |
| 7    | JIMO-AI Dash!（渡辺 曜 Solo Ver.）    | 独唱 | 渡辺 曜(CV.斉藤朱夏)      |
| 8    | JIMO-AI Dash!（津島善子 Solo Ver.）   | 独唱 | 津島善子(CV.小林愛香)     |
| 9    | JIMO-AI Dash!（国木田花丸 Solo Ver.） | 独唱 | 国木田花丸(CV.高槻かなこ) |
| 10   | JIMO-AI Dash!（小原鞠莉 Solo Ver.）   | 独唱 | 小原鞠莉(CV.鈴木愛奈)     |
| 11   | JIMO-AI Dash!（黒澤ルビィ Solo Ver.） | 独唱 | 黒澤ルビィ(CV.降幡 愛)    |